# Didier Deschamps
Didier Deschamps (Bayonne, 15 oktober 1968) is een Frans voetbaltrainer van Baskische afkomst, die sinds juli 2012 werkzaam is als bondscoach van Frankrijk. Deschamps was eerder succesvol hoofdtrainer van AS Monaco, Juventus en Olympique Marseille.
Als speler van Juventus won hij onder meer driemaal het Italiaans landskampioenschap en de Champions League. In 1998 werd hij, als aanvoerder, wereldkampioen met Frankrijk. Deschamps werd door Pelé in maart 2004 vermeld in de opgestelde Lijst FIFA 100 beste spelers. In 2018 werd hij met Frankrijk als bondscoach wereldkampioen. Hiermee maakt hij deel uit van een select groepje, samen met Franz Beckenbauer en Mario Zagallo, die zowel als voetballer en als bondscoach wereldkampioen werden.

## Als speler

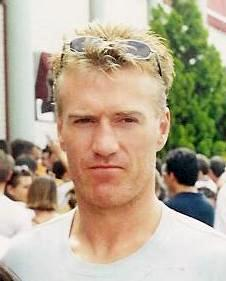
Deschamps in 2000 tijdens zijn periode bij Valencia

Didier Deschamps begon zijn carrière bij FC Nantes, waarvoor hij in 1985/86 zeven wedstrijden speelde (geen doelpunten). Het jaar erop kwam Deschamps 18 keer in actie voor Nantes. De twee jaren die volgden brachten Deschamps tot 66 wedstrijden en drie goals. In het seizoen 1989/90 kwam Deschamps 19 keer uit voor Nantes (één doelpunt), de rest van het seizoen kwam Deschamps uit voor Olympique Marseille, 17 wedstrijden, 1 goal. In het seizoen 1990/91 speelde hij op huurbasis voor Girondins de Bordeaux, waar hij in 37 wedstrijden tot drie goals kwam. Het jaar erop keerde Deschamps weer terug bij Marseille, waar hij tussen 1991/92 en 1993/94 106 keer speelde en 5 keer scoorde. Voor het eerst in zijn carrière ging Deschamps in het buitenland spelen, want het jaar erop (1994/95) speelde hij in de Serie A voor Juventus. Tussen 1994/95 en 1998/99 kwam hij 126 keer uit voor Juve en scoorde daarin vier keer. Chelsea FC trok vervolgens de controlerende middenvelder in het seizoen 1999/00 aan voor ongeveer €5.000.000. Voor Chelsea speelde hij slechts één seizoen en kwam daarin tot 27 wedstrijden in de Premier League. Zijn carrière sloot hij af in de Primera División (Spanje), waar hij in het seizoen 2000/01 voor Valencia CF speelde. Valencia legde ongeveer €3.500.000 neer voor de Fransman, die daarvoor 13 keer zou spelen. In zijn gehele carrière kwam Deschamps tot 427 wedstrijden en 17 doelpunten.
Voor zijn vaderland Frankrijk kwam Deschamps 103 keer uit, en maakte daarin vier doelpunten. Zijn grootste succes vierde Deschamps in 1998, toen hij als aanvoerder van het Franse elftal in eigen land de wereldtitel binnenhaalde. Twee jaar later werd hij ook nog eens Europees kampioen in Nederland/België.

## Als trainer

### AS Monaco
Na zijn carrière als voetballer kwam Deschamps terug naar Frankrijk om in 2001 trainer te worden bij AS Monaco. Hier was hij erg succesvol: in 2003 won AS Monaco de Coupe de la Ligue en in de Champions League behaalde Deschamps goede resultaten met de Monegasken. AS Monaco won 8-3 van Deportivo de La Coruña, en zorgde tevens voor de uitschakeling van grote topclubs als Real Madrid en Chelsea. In de finale verloor de club van FC Porto, dat onder leiding stond van José Mourinho. In 2005 besloot Deschamps, na ontevredenheid over het beleid van de club, op te stappen bij AS Monaco.

### Juventus
Op 10 juli 2006 werd Didier Deschamps de nieuwe trainer van Juventus. Hij volgde daarmee de naar Real Madrid vertrokken trainer Fabio Capello op. In Turijn had hij getekend voor 2 jaar. Ondanks dat Deschamps Juventus naar het kampioenschap leidde in het eerste jaar (en zo promotie afdwong naar de Serie A) vertrok Deschamps bij Juventus. Tussen de club en trainer bestond er onvoldoende draagvlak voor een verdere samenwerking in het nieuwe seizoen. Deschamps was het niet eens met de leiding over toekomstige transfers. Na goed overleg gingen de club en de trainer uit elkaar. Sindsdien werd zijn naam genoemd als nieuwe trainer van Chelsea en Olympique Lyonnais maar beiden werden niet concreet.

### Olympique Marseille
Op 5 mei 2009 werd bekend dat Deschamps de opvolger werd van trainer Eric Gerets bij Olympique Marseille. Hij tekende een contract tot medio 2011. In 2010 veroverde hij met deze club de titel in de Franse Ligue 1, en later ook de Trophée des Champions door na strafschoppen te winnen van Paris Saint Germain. Deschamps stapte uit eigen beweging op bij Marseille op 2 juli 2012. De club wees Elie Baup twee dagen later aan als zijn opvolger.

### Frankrijk
Op 8 juli 2012 maakte de Franse voetbalbond bekend dat Deschamps per direct aan de slag zou gaan als bondscoach van het Frans voetbalelftal, als opvolger van Laurent Blanc, hij nam zijn assistent-coach Guy Stéphan mee. In juli 2016 bereikte hij met Frankrijk de EK-finale in eigen land, die met 0–1 werd verloren van Portugal.
In 2018 won hij met Frankrijk de wereldtitel door Kroatië te verslaan in de finale tijdens het WK 2018 in Rusland. Op 10 oktober 2021 won Deschamps met Frankrijk de finale van de UEFA Nations League door een 1–2 winst op Spanje. Op 18 december 2022 verloor hij de finale van het WK 2022 in Qatar na een zinderende finale tegen Argentinië na strafschoppen. Frankrijk overleefde op het EK 2024 in Duitsland een groep met Oostenrijk, Nederland en Polen en schakelde vervolgens België en Portugal uit, maar verloor in de halve finales met 2–1 van Spanje.
| Interlands Frankrijk onder leiding van Didier Deschamps | Interlands Frankrijk onder leiding van Didier Deschamps | Interlands Frankrijk onder leiding van Didier Deschamps | Interlands Frankrijk onder leiding van Didier Deschamps | Interlands Frankrijk onder leiding van Didier Deschamps | Interlands Frankrijk onder leiding van Didier Deschamps |
| №                                                       | Datum                                                   | Plaats                                                  | Competitie                                              | Wedstrijd                                               | Uitslag                                                 |
| ------------------------------------------------------- | ------------------------------------------------------- | ------------------------------------------------------- | ------------------------------------------------------- | ------------------------------------------------------- | ------------------------------------------------------- |
| 1                                                       | 15.08.2012                                              | Le Havre                                                | Vriendschappelijk                                       | Frankrijk – Uruguay                                     | 0–0                                                     |
| 2                                                       | 07.09.2012                                              | Helsinki                                                | WK-kwalificatie                                         | Finland – Frankrijk                                     | 0–1                                                     |
| 3                                                       | 11.09.2012                                              | Saint-Denis                                             | WK-kwalificatie                                         | Frankrijk – Wit-Rusland                                 | 3–1                                                     |
| 4                                                       | 12.10.2012                                              | Saint-Denis                                             | Vriendschappelijk                                       | Frankrijk – Japan                                       | 0–1                                                     |
| 5                                                       | 16.10.2012                                              | Madrid                                                  | WK-kwalificatie                                         | Spanje – Frankrijk                                      | 1–1                                                     |
| 6                                                       | 14.11.2012                                              | Parma                                                   | Vriendschappelijk                                       | Italië – Frankrijk                                      | 1–2                                                     |
| 7                                                       | 06.02.2013                                              | Saint-Denis                                             | Vriendschappelijk                                       | Frankrijk – Duitsland                                   | 1–2                                                     |
| 8                                                       | 22.03.2013                                              | Saint-Denis                                             | WK-kwalificatie                                         | Frankrijk – Georgië                                     | 3–1                                                     |
| 9                                                       | 26.03.2013                                              | Saint-Denis                                             | WK-kwalificatie                                         | Frankrijk – Spanje                                      | 0–1                                                     |
| 10                                                      | 05.06.2013                                              | Montevideo                                              | Vriendschappelijk                                       | Uruguay – Frankrijk                                     | 1–0                                                     |
| 11                                                      | 09.06.2013                                              | Porto Alegre                                            | Vriendschappelijk                                       | Brazilië – Frankrijk                                    | 3–0                                                     |
| 12                                                      | 14.08.2013                                              | Brussel                                                 | Vriendschappelijk                                       | België – Frankrijk                                      | 0–0                                                     |
| 13                                                      | 06.09.2013                                              | Tbilisi                                                 | WK-kwalificatie                                         | Georgië – Frankrijk                                     | 0–0                                                     |
| 14                                                      | 10.09.2013                                              | Gomel                                                   | WK-kwalificatie                                         | Wit-Rusland – Frankrijk                                 | 2–4                                                     |
| 15                                                      | 11.10.2013                                              | Paris                                                   | Vriendschappelijk                                       | Frankrijk – Australië                                   | 6–0                                                     |
| 16                                                      | 15.10.2013                                              | Saint-Denis                                             | WK-kwalificatie                                         | Frankrijk – Finland                                     | 3–0                                                     |
| 17                                                      | 15.11.2013                                              | Kiev                                                    | WK-kwalificatie                                         | Oekraïne – Frankrijk                                    | 2–0                                                     |
| 18                                                      | 19.11.2013                                              | Saint-Denis                                             | WK-kwalificatie                                         | Frankrijk – Oekraïne                                    | 3–0                                                     |
| 19                                                      | 05.03.2014                                              | Saint-Denis                                             | Vriendschappelijk                                       | Frankrijk – Nederland                                   | 2–0                                                     |
| 20                                                      | 27.05.2014                                              | Saint-Denis                                             | Vriendschappelijk                                       | Frankrijk – Noorwegen                                   | 4–0                                                     |
| 21                                                      | 01.06.2014                                              | Nice                                                    | Vriendschappelijk                                       | Frankrijk – Paraguay                                    | 1–1                                                     |
| 22                                                      | 08.06.2014                                              | Villeneuve d'Ascq                                       | Vriendschappelijk                                       | Frankrijk – Jamaica                                     | 8–0                                                     |
| 23                                                      | 15.06.2014                                              | Porto Alegre                                            | WK-eindronde                                            | Honduras – Frankrijk                                    | 0–3                                                     |
| 24                                                      | 20.06.2014                                              | Nazaré                                                  | WK-eindronde                                            | Frankrijk – Zwitserland                                 | 5–2                                                     |
| 25                                                      | 25.06.2014                                              | Rio de Janeiro                                          | WK-eindronde                                            | Ecuador – Frankrijk                                     | 0–0                                                     |
| 26                                                      | 30.06.2014                                              | Brasília                                                | WK-eindronde                                            | Nigeria – Frankrijk                                     | 0–2                                                     |
| 27                                                      | 04.07.2014                                              | Rio de Janeiro                                          | WK-eindronde                                            | Frankrijk – Duitsland                                   | 0–1                                                     |
| 28                                                      | 04.09.2014                                              | Saint-Denis                                             | Vriendschappelijk                                       | Frankrijk – Spanje                                      | 1–0                                                     |
| 29                                                      | 07.09.2014                                              | Belgrade                                                | Vriendschappelijk                                       | Servië – Frankrijk                                      | 1–1                                                     |
| 30                                                      | 11.10.2014                                              | Saint-Denis                                             | Vriendschappelijk                                       | Frankrijk – Portugal                                    | 2–1                                                     |
| 31                                                      | 14.10.2014                                              | Jerevan                                                 | Vriendschappelijk                                       | Armenië – Frankrijk                                     | 0–3                                                     |
| 32                                                      | 14.11.2014                                              | Rennes                                                  | Vriendschappelijk                                       | Frankrijk – Albanië                                     | 1–1                                                     |
| 33                                                      | 18.11.2014                                              | Marseille                                               | Vriendschappelijk                                       | Frankrijk – Zweden                                      | 1–0                                                     |
| 34                                                      | 26.03.2015                                              | Saint-Denis                                             | Vriendschappelijk                                       | Frankrijk – Brazilië                                    | 1–3                                                     |
| 35                                                      | 29.03.2015                                              | Saint-Étienne                                           | Vriendschappelijk                                       | Frankrijk – Denemarken                                  | 2–0                                                     |
| 36                                                      | 07.06.2015                                              | Saint-Denis                                             | Vriendschappelijk                                       | Frankrijk – België                                      | 3–4                                                     |
| 37                                                      | 13.06.2015                                              | Elbasan                                                 | Vriendschappelijk                                       | Albanië – Frankrijk                                     | 1–0                                                     |
| 38                                                      | 04.09.2015                                              | Lissabon                                                | Vriendschappelijk                                       | Portugal – Frankrijk                                    | 0–1                                                     |
| 39                                                      | 07.09.2015                                              | Bordeaux                                                | Vriendschappelijk                                       | Frankrijk – Servië                                      | 2–1                                                     |
| 40                                                      | 08.10.2015                                              | Nice                                                    | Vriendschappelijk                                       | Frankrijk – Armenië                                     | 4–0                                                     |
| 41                                                      | 11.10.2015                                              | Kopenhagen                                              | Vriendschappelijk                                       | Denemarken – Frankrijk                                  | 1–2                                                     |
| 42                                                      | 13.11.2015                                              | Saint-Denis                                             | Vriendschappelijk                                       | Frankrijk – Duitsland                                   | 2–0                                                     |
| 43                                                      | 17.11.2015                                              | London                                                  | Vriendschappelijk                                       | Engeland – Frankrijk                                    | 2–0                                                     |
| 44                                                      | 25.03.2016                                              | Amsterdam                                               | Vriendschappelijk                                       | Nederland – Frankrijk                                   | 2–3                                                     |
| 45                                                      | 29.03.2016                                              | Saint-Denis                                             | Vriendschappelijk                                       | Frankrijk – Rusland                                     | 4–2                                                     |
| 46                                                      | 30.05.2016                                              | Nantes                                                  | Vriendschappelijk                                       | Frankrijk – Kameroen                                    | 3–2                                                     |
| 47                                                      | 04.06.2016                                              | Metz                                                    | Vriendschappelijk                                       | Frankrijk – Schotland                                   | 3–0                                                     |
| 48                                                      | 10.06.2016                                              | Saint-Denis                                             | EK-eindronde                                            | Frankrijk – Roemenië                                    | 2–1                                                     |
| 49                                                      | 15.06.2016                                              | Marseille                                               | EK-eindronde                                            | Frankrijk – Albanië                                     | 2–0                                                     |
| 50                                                      | 19.06.2016                                              | Villeneuve d'Ascq                                       | EK-eindronde                                            | Zwitserland – Frankrijk                                 | 0–0                                                     |
| 51                                                      | 26.06.2016                                              | Lyon                                                    | EK-eindronde                                            | Frankrijk – Ierland                                     | 2–1                                                     |
| 52                                                      | 03.07.2016                                              | Saint-Denis                                             | EK-eindronde                                            | Frankrijk – IJsland                                     | 5–2                                                     |
| 53                                                      | 07.07.2016                                              | Marseille                                               | EK-eindronde                                            | Duitsland – Frankrijk                                   | 0–2                                                     |
| 54                                                      | 10.07.2016                                              | Saint-Denis                                             | EK-eindronde                                            | Portugal – Frankrijk                                    | 1–0                                                     |

## Erelijst
Als speler
 Olympique Marseille
- UEFA Champions League: 1992/93
- Division 1: 1989/90, 1991/92
- Trophée des Champions: 1997

 Juventus
- Intercontinental Cup: 1996
- UEFA Champions League: 1995/96
- UEFA Super Cup: 1996
- UEFA Intertoto Cup: 1999
- Serie A: 1994/95, 1996/97, 1997/98
- Coppa Italia: 1994/95
- Supercoppa Italiana: 1995, 1997

 Chelsea
- FA Cup: 1999/00

 Frankrijk
- FIFA WK: 1998
- UEFA EK: 2000

Als trainer
 AS Monaco
- Coupe de la Ligue: 2002/03

 Juventus
- Serie B: 2006/07

 Olympique Marseille
- Ligue 1: 2009/10
- Coupe de la Ligue: 2009/10, 2010/11, 2011/12
- Trophée des Champions: 2010, 2011

 Frankrijk
- FIFA WK: 2018
- UEFA Nations League: 2020/21

Individueel
- Entraîneur de l'année en Ligue 1: 2004
- The Best FIFA Men's Coach: 2018
- Globe Soccer Awards Coach of the Year: 2018
- World Soccer World Manager of the Year: 2018
- IFFHS World's Best National Coach: 2018, 2020

Onderscheidigen
- Chevalier de la Légion d'honneur: 1998
- Officier de la Légion d'honneur: 2018